# 法律回避
法律回避（ほうりつかいひ、英語: evasion）とは本来適用されるべき国又は地域の法の適用を回避し自己に有利な国又は地域の法の適用を企図する行為をいい、同様の行為に関するフランスの用語に従い法律詐欺（フランス語: fraude à la loi）ということもある。

## 私法上の法律回避
私法上の法律回避は、国際私法における準拠法指定の前提となる連結点を故意に変更することにより行われる。例としては契約締結の方式に関する法律の適用を回避するために他国で契約する形態などがあるが、歴史上多く見られたのは婚姻や離婚を容易に行うための法律回避行為である。

### 婚姻の場合
婚姻における法律回避は多くの場合、婚姻の成立要件が当事者にとって厳しい場合に婚姻挙行地を成立要件が緩やかな地域に意図的に変更することにより行われる。
歴史的に著名な例としては、19世紀前半に多く見られたグレトナ・グリーン婚が挙げられる。かつてイングランドでは、婚姻成立要件として父母の同意やイングランド国教会の牧師の前における儀式などが必要とされていた時期があった。これに対し、隣地のスコットランドでは当事者の合意のみで成立するとされていた。このため、イングランドに居住するカップルが結婚について父母の同意を得られない場合や儀式の費用を捻出することができない場合にイングランドからスコットランドに入ってすぐの場所にあるグレトナ・グリーンで結婚式を挙げた上で、スコットランド法による婚姻証明書を取得する方法が行われた。当時のイングランドの国際私法では婚姻の実質的成立要件と方式の準拠法は一括して婚姻挙行地法とされており（現在では、実質的成立要件については婚姻当事者の婚姻前の住所地法）、このような法律回避による婚姻もイングランドでは有効とされた。
もっともその後、宗教婚とは別に民事婚が可能になったこと、婚姻の挙行には一定期間の居住を要する立法がされたこと、スコットランドにおける法改正などにより典型的なグレトナ・グリーン婚は行われなくなる。

### 離婚の場合
離婚における法律回避の多くは離婚が禁止されていたり著しく制限されている国の法律の適用を回避するために、帰化をしたり住所を変更することにより行われる。
歴史的に著名な例であり、かつ法律回避の問題が初めてクローズアップされた例としてフランス破毀院のボッフルモン公爵夫人事件（L'affaire de la princesse de Bauffremont）判決（1878年）がある。これは、フランス人であるボッフルモン公爵と結婚したベルギー人女性（婚姻によりフランス国籍を取得）が当時のフランス法では離婚が禁止されており離婚に代わる別居の制度しか認められていなかったためフランスの裁判所で別居の判決を得た後、ドイツに帰化し同国で別居を離婚へ転換させる判決を得てルーマニア人である別の男性と再婚した事件である。ボッフルモン公爵は離婚等の無効を訴え、フランス破毀院は離婚及び再婚を法律回避によるものであるとして無効と判断した。

### 法律回避の効力
以上のような私法上の法律回避行為を有効とするか無効とするかについては、各国で扱いが分かれる。
日本においては法律回避を無効とする見解もないわけではないが、一般的には有効であると解されている。もっとも、法律回避行為の結果が内国の公序に反する場合は当事者が適用を意図した法律の適用を排除される可能性はある（法の適用に関する通則法42条（旧法例33条））。

## 公法上の法律回避
公法上の法律回避は、主に行政法による規制を回避する目的等で行われる。

### タックス・ヘイヴンの利用
タックス・ヘイヴン（tax haven）とは租税が全く課されないか、税率が著しく低い国又は地域のことをいう。タックス・ヘイヴンとされる国はいわゆる小国が多く、特にリヒテンシュタインは自然人の数より法人の数の方が多いと言われている。
タックス・ヘイヴンの利用による課税回避の方法としては、内国の会社がタックス・ヘイヴンに子会社を作り取引はその子会社を通して行い、取引による利益を子会社に留保し内国の親会社に利益を配当しない扱いをすることにより内国による法人税の課税を回避する方法が採られる。
このような問題の回避のため各国で税法上の対処を行っている（タックスヘイヴン対策税制）。日本においては日本の居住者や日本法人による株式の所有や出資金額が合わせて50パーセントを超える外国法人のうち、本店又は主たる事務所の所在する国又は地域における所得に対して課される税の負担が著しく低い法人につき一定の要件を満たしたものについてその留保した利益のうち、問題となる外国法人に5パーセント以上の出資をしている日本の居住者や日本法人の出資割合に対応する部分を内国居住者や日本法人の所得に算入する扱いをしている（租税特別措置法40条の4〜40条の6、66条の6から66条の9）。

### 便宜船籍の利用
国際法上、船舶は1つの船籍を持ち船籍を有する国家に登録されるところ、船舶と船籍との間には「真正な関係」が存在しなければならないとされている。また国家は自国の船舶につき、安全や技術、船舶内の労働などに関して有効に管轄権を行使し規制を行わなければならない（以上の点につき公海に関する条約5条、海洋法に関する国際連合条約91条、94条）。
ところが船舶と船籍との関係や船舶に対する上記の行政上の規制を緩やかにすることにより、自国に船舶の登録を誘致している国家が存在する。そのような国家に船籍を設定する船舶を便宜置籍船といい、税法などの行政上の規制を回避するために便宜船籍が利用されることがある。特にパナマの場合、便宜置籍船の船籍国であると同時に上記のタックス・ヘイヴンでもあるためパナマ法に基づく法人を設立し、当該法人を船舶の所有者にする方法により課税の回避が行われることが多い。

## 会社設立における法律回避
会社を設立する際、実際に主たる営業をする国又は地域で会社を設立することをせず、別の国又は地域で会社を設立する場合がある（上記のタックス・ヘイヴンの利用もその一形態）。
著名な例としては、アメリカ合衆国において、実際にはデラウェア州以外の州で主たる営業をすることを目的とする会社であるにもかかわらずデラウェア州の会社法に基づき設立する例が挙げられ、ニューヨーク証券取引所に上場している株式会社の約45パーセントがデラウェア州法に基づく会社である。このような現象が起きる理由としてデラウェア州は他の州と比較して会社の設立が容易であること、法人税など州に支払う費用などが安価であること、会社法の法文や判例が緻密であり会社を巡る法律関係に関する予測が建てやすいことなどがあると言われている。
日本の2005年の改正前の商法の下においては、日本に本店を設け又は日本で営業をすることを主たる目的とする会社が日本以外の国の法律に基づき設立された場合（擬似外国会社）であっても日本法に基づき設立される会社と同一の規定に従うことを要するとされていた（商法旧会社編第482条、有限会社法第76条））。この規定の解釈として、設立から清算結了まで日本の会社と同一の規制に服すべきとする趣旨（日本国内では会社の法人格が認められない結果、権利能力なき社団として扱われる）か、設立に関する規定を除いて日本の会社と同一の規制に服すべきとする趣旨（日本国内でも会社として認められるが、日本法により規律される）かにつき見解が分かれるところ、判例は前者の見解を採用している。なお、2006年5月に施行された会社法（平成17年法律第86号）の下においては、擬似外国会社は「日本において取引を継続してすることができない」とされているが（会社法第821条第1項）これに違反し取引をした場合、取引をした者は擬似外国会社と連帯して相手方に対して債務を弁済する責任を負う（会社法第821条第2項）が法人格自体は否定されない扱いとなる。